# Lyssomanes malinche
Lyssomanes malinche là một loài nhện trong họ Salticidae.
Loài này thuộc chi Lyssomanes. Lyssomanes malinche được María Elena Galiano miêu tả năm 1980.